# 六指淵
六指淵（1997年2月3日—），本名陸子淵，臺灣YouTuber，特效、攝影、科技與知識型影片創作者。畢業於高雄高工、國立雲林科技大學數位媒體設計系。頻道以「打開你對科技的想像」為標語，其影片以特效、攝影、程式編寫與科技等內容為主。

## 簡介
六指淵高中開始創作並上載影片至YouTube作雲端儲存工具。因被質疑剪輯影片並不困難，為證明自己，開始自學特效創作。由於自學時繁雜的英文介面令他深刻感受到自學所遇的困難，為能回饋知識予大眾，他開始經營Facebook社團交流平台。2017年11月，其Facebook粉專破10萬粉絲 。2019年1月，YouTube頻道亦破10萬訂閱；同年受公視「誰來晚餐」節目採訪。

## 獎項
| 年份 | 頒獎典禮名稱                  | 獎項           | 入圍者／作品                                                     | 結果 |
| ---- | ----------------------------- | -------------- | ---------------------------------------------------------------- | ---- |
| 2019 | 第一屆康泰納仕 社群風格名人獎 | 創意風格       | 六指淵                                                           | 提名 |
| 2021 | 第3屆走鐘獎                   | 最佳導演獎     | 獲得眨眼睛就會拍照的超能力男子｜拍立男                           | 提名 |
| 2021 | 第3屆走鐘獎                   | 最佳動作獎     | 挑戰用光劍玩羅馬競技生死鬥！                                     | 提名 |
| 2021 | 第3屆走鐘獎                   | 最佳節目企劃獎 | 胡子跟賤葆決鬥15秒創意剪輯！ - KOLpower競技場 EP01               | 提名 |
| 2021 | 第3屆走鐘獎                   | 最佳特效獎     | #三秒特效 觀眾想看跟鏡子玩傳接球！夾太陽配飯！走路瞬間移動！EP05 | 獲獎 |
| 2022 | 第4屆走鐘獎                   | 金頭腦獎       | 我花了三年時間，打造了AE界的維基百科！                           | 提名 |
| 2022 | 第4屆走鐘獎                   | 最佳特效獎     | #超廢能力 洗澡時才能發動的防水超能力? EP02                       | 獲獎 |

## 外部連結
- YouTube上的六指淵頻道
- 陸子淵的Facebook專頁
- 六指淵的Facebook專頁
- KOLpower的Facebook專頁
- 希克斯 Inc. 為創作而生的Facebook專頁
- 無限學院 OO School的Facebook專頁
- SIXVFX - AE/PR特效教學網的Facebook專頁
- 六指淵的Instagram帳戶
- 六指淵特效教學網